# カステルヌオーヴォ・ドン・ボスコ
カステルヌオーヴォ・ドン・ボスコ（伊: Castelnuovo Don Bosco）は、イタリア共和国ピエモンテ州アスティ県にある基礎自治体（コムーネ）。

## 地理

### 位置・広がり

#### 隣接コムーネ
隣接するコムーネは以下の通り。括弧内のTOはトリノ県所属を示す。
- アルブニャーノ
- ブッティリエーラ・ダスティ
- カプリーリオ
- モンクッコ・トリネーゼ
- モリオンド・トリネーゼ (TO)
- パッセラーノ・マルモリート
- ピーノ・ダスティ

#### 地震分類
イタリアの地震リスク階級 (it) では、4 に分類される
。

## 行政

### 分離集落
カステルヌオーヴォ・ドン・ボスコには、以下の分離集落（フラツィオーネ）がある。
- Bardella, Mondonio, Morialdo, Nevissano, Ranello

## 出身著名人
- ルイジ・マルキジオ - 自転車ロードレース選手